# جايمي جاكسون
جايمي جاكسون (بالإنجليزية: Jaime Jackson)‏ هو كاتب أمريكي، ولد في 1947.